# Могаммадабад (Ларіджан)
Могаммадабад (перс. محمداباد) — село в Ірані, у дегестані Ларіджан-е Софла, у бахші Ларіджан, шагрестані Амоль остану Мазендеран. У переписі 2006 року вказане як окремий населений пункт, але без відомостей про чисельність населення.

## Клімат
Середня річна температура становить 10,60 °C, середня максимальна – 30,26 °C, а середня мінімальна – -12,47 °C. Середня річна кількість опадів – 358 мм.
| Клімат поселення                              | Клімат поселення | Клімат поселення | Клімат поселення | Клімат поселення | Клімат поселення | Клімат поселення | Клімат поселення | Клімат поселення | Клімат поселення | Клімат поселення | Клімат поселення | Клімат поселення | Клімат поселення |
| Показник                                      | Січ.             | Лют.             | Бер.             | Квіт.            | Трав.            | Черв.            | Лип.             | Серп.            | Вер.             | Жовт.            | Лист.            | Груд.            |                  |
| Середній максимум, °C                         | 5,55             | 7,03             | 12,82            | 18,95            | 23,43            | 29,05            | 30,26            | 29,84            | 24,78            | 18,85            | 11,88            | 6,40             |                  |
| Середня температура, °C                       | −3,48            | −2               | 3,83             | 9,93             | 14,42            | 20,03            | 24,00            | 23,59            | 18,51            | 12,59            | 5,62             | 0,13             |                  |
| Середній мінімум, °C                          | −12,47           | −11              | −5,2             | 0,92             | 5,41             | 11,01            | 17,74            | 17,32            | 12,24            | 6,32             | −0,64            | −6,12            |                  |
| Норма опадів, мм                              | 43               | 41               | 62               | 60               | 39               | 5                | 2                | 2                | 2                | 21               | 37               | 44               |                  |
| Середньомісячна швидкість вітру, м/с          | 1.86             | 2.60             | 2.74             | 3.04             | 2.50             | 2.68             | 2.82             | 2.66             | 2.30             | 2.18             | 1.70             | 1.75             |                  |
| Середньомісячна сонячна радіація, кДж/м²·день | 7760             | 10852            | 13286            | 17116            | 21806            | 26766            | 26599            | 23109            | 20341            | 14435            | 9856             | 7701             |                  |
| --------------------------------------------- | ---------------- | ---------------- | ---------------- | ---------------- | ---------------- | ---------------- | ---------------- | ---------------- | ---------------- | ---------------- | ---------------- | ---------------- | ---------------- |
| Джерело:                                      |                  |                  |                  |                  |                  |                  |                  |                  |                  |                  |                  |                  |                  |